# Shigurui
Shigurui (シグルイ?  lit. "Death Frenzy") es una serie manga escrita por Norio Nanjo e ilustrada por Takayuki Yamaguchi, basada en el primer capítulo de la novela Suruga-jō Gozen Jiai de Norio Nanjō.
También se realizó una adaptación animada para la televisión basada en los primeros 32 capítulos del manga. Se emitieron en WOWOW del 19 de julio de 2007 al 12 de octubre de 2007. La serie fue dirigida por Hiroshi Hamasaki, escrita por Seishi Minakami y producida por Madhouse. Es bastante intrigante ya que la serie termina antes de saber por qué Genosuke perdió su brazo izquierdo. Muchos fanes pidieron la conclusión general de la serie.

## Sinopsis
La historia comienza en Shizuoka en 1629 en tiempos de Tokugawa Tadanaga, el cual quiere celebrar un duelo donde los participantes pueden luchar con armas reales, en  vez de con espadas de madera como dictaba la ley. El comienzo de la historia explica los antecedentes de los dos luchadores, Fujiki Gennosuke e Irako Seigen y las circunstancias que los llevaron a enfrentarse.